# Булдаков, Евгений Фёдорович
Евгений Фёдорович Булдаков — советский хозяйственный, государственный и политический деятель.

## Биография
Родился в 1950 году в деревне Тарасовичи. Член КПСС.
С 1969 года — на хозяйственной, общественной и политической работе. В 1969—2005 гг. — дорожный мастер в посёлке Ясног, радиотелеграфист в экипаже командира полка в Уссурийске, оператор полуавтоматической линии, бригадир бригады по разделке древесины на Сосногорской лесоперерабатывающей базе объединения «Ухталес».
Постановлением ЦК КПСС и Совета Министров Союза СССР за выдающиеся достижения в труде и повышение эффективности использования природных ресурсов Евгению Фёдоровичу Булдакову в 1979 году присуждена Государственная премия СССР.
Избирался депутатом Верховного Совета РСФСР 10-го созыва.
На пенсии в Сосногорске.

## Комментарии
1. ↑  Деревня Тарасовичи, входившая в состав Тарасовского сельсовета Мурашинского района, упразднена 21.12.1994[1].